# Torneo di Viareggio
A Torneo di Viareggio (magyarul: Viareggio-kupa), hivatalos nevén Viareggio Cup World Football Tournament Coppa Carnevale, egy ifjúsági labdarúgó-torna, amelyet Viareggio városában és környékén rendeznek meg évente. 1949-ben alapították, napjainkban a világ egyik legrangosabb ifjúsági labdarúgó-tornájaként van számontartva.
A torna egybeesik a Viareggio-i karnevállal, és a karnevál harmadik hétfőjén veszi kezdetét. Összesen két hétig tart, és a karnevál utolsó hétfőjén fejeződik be. Ezért Coppa Carnevale (magyarul: Karnevál Kupa) néven is ismert.

## Története
A Centro Giovani Calciatori ifjúsági központ 1947. november 20-i megalapítása után Torquato Bresciani elnök kezdeményezte, hogy rendezzenek egy nemzetközi ifjúsági labdarúgótornát. Az első hivatalos Coppa Carnevale tornát 1949-ben rendezték meg Viareggióban, amely a karnevál időszakára esett. A győzteseknek járó trófea a város hivatalos maszkját, Burlamaccót formázta.
Az évek során a torna egyre nagyobb nemzetközi hírnévre tett szert. A Partizan volt az első külföldi győztes 1951-ben, míg a Dukla Praha hatszor diadalmaskodott 1964 és 1980 között. Az esemény az új évezredben Viareggio Cup World Football Tournament néven vált ismertté, és résztvevőinek száma elérte a 48 csapatot.
A torna nevének megváltozása egy időbe esett a népszerűségének lassú csökkenésével. Ennek egyik fő oka az UEFA Ifjúsági Liga volt, amelyet 2013-ban hoztak létre, amelyben Európa legerősebb klubjainak U19-es csapatai mérkőznek meg egymással. A 2010-es és 2020-as évek során a Viareggio-kupában korábban domináló három klub, a Milan, a Juventus és az Inter több alkalommal visszalépett a részvételtől.
2019-ben elindult a torna női változata is, amely lebonyolításában a férfi tornához hasonló formát követ. A COVID-19 járvány miatt 2020-ban és 2021-ben a férfi torna elmaradt, 2022-ben pedig csak U18-as csapatok vehettek részt. 2023-tól visszatértek az U19-es csapatok, folytatva a hagyományokat.

## Formátum
A szabályzat 1949 óta számos változáson ment keresztül, de a torna néhány szabálypontja megmaradt:
- Legalább 16 csapatnak részt kell vennie
- 4 fős csoportok vannak, amelyből az első és a második helyezett kvalifikálja magát az egyenes kieséses szakaszba
- Csoportkör után egyenes kieséses szakasz jön, ahol egy mérkőzésen dől el a továbbjutás (döntetlen esetén tizenegyespárbaj következik, ez alól kivételt képez a döntő, ahol először hosszabbítás, majd tizenegyespárbaj következik)
- Mérkőzéshelyszínek egész Toszkánára és a szomszédos régiókra kiterjednek.
- Korhatár: 19 vagy 21 életév

## A torna logója
A Viareggio-kupa szimbóluma három vizuális elemből áll. Az egyik elem a város kezdőbetűjét, egy vágott "V" betűt ábrázol. A másik elem az öt félhold, amely a karneválkor használt konfettit, valamint az olimpiai köröket, azaz az öt kontinenst képviseli, hangsúlyozva a torna nemzetköziségét. A harmadik elem egy stilizált labda, alatta pedig a Viareggio Cup World Football Tournament és a Coppa Carnevale feliratok szerepelnek, utalva a torna történetére.

## Eddigi győztesek
Forrás:

### Év szerint
| Év   | Győztes           | Második helyezett    |
| ---- | ----------------- | -------------------- |
| 1949 | AC Milan          | Lazio                |
| 1950 | Sampdoria         | AS Roma              |
| 1951 | Partizan Belgrade | Sampdoria            |
| 1952 | AC Milan          | Partizan Belgrade    |
| 1953 | AC Milan          | Juventus             |
| 1954 | Lanerossi Vicenza | Juventus             |
| 1955 | Lanerossi Vicenza | Sampdoria            |
| 1956 | Sparta Praha      | AC Milan             |
| 1957 | AC Milan          | AS Roma              |
| 1958 | Sampdoria         | Fiorentina           |
| 1959 | AC Milan          | Partizan Belgrade    |
| 1960 | AC Milan          | Dukla Praha          |
| 1961 | Juventus          | Lanerossi Vicenza    |
| 1962 | Inter Milan       | Fiorentina           |
| 1963 | Sampdoria         | Bologna              |
| 1964 | Dukla Praha       | Bologna              |
| 1965 | Genoa             | Juventus             |
| 1966 | Fiorentina        | Dukla Praha          |
| 1967 | Bologna           | Fiorentina           |
| 1968 | Dukla Praha       | Juventus             |
| 1969 | Atalanta          | Napoli               |
| 1970 | Dukla Praha       | AC Milan             |
| 1971 | Inter Milan       | AC Milan             |
| 1972 | Dukla Praha       | Inter Milan          |
| 1973 | Fiorentina        | Bologna              |
| 1974 | Fiorentina        | Lazio                |
| 1975 | Napoli            | Lazio                |
| 1976 | Dukla Praha       | AC Milan             |
| 1977 | Sampdoria         | AC Milan             |
| 1978 | Fiorentina        | AS Roma              |
| 1979 | Fiorentina        | Perugia              |
| 1980 | Dukla Praha       | Lazio                |
| 1981 | AS Roma           | Ipswich Town         |
| 1982 | Fiorentina        | Ipswich Town         |
| 1983 | AS Roma           | Inter Milan          |
| 1984 | Torino            | Napoli               |
| 1985 | Torino            | AS Roma              |
| 1986 | Inter Milan       | Sampdoria            |
| 1987 | Torino            | Fiorentina           |
| 1988 | Fiorentina        | Torino               |
| 1989 | Torino            | AS Roma              |
| 1990 | Cesena            | Napoli               |
| 1991 | AS Roma           | Napoli               |
| 1992 | Fiorentina        | AS Roma              |
| 1993 | Atalanta          | AC Milan             |
| 1994 | Juventus          | Fiorentina           |
| 1995 | Torino            | Fiorentina           |
| 1996 | Brescia           | Parma                |
| 1997 | Bari              | Torino               |
| 1998 | Torino            | Irineu               |
| 1999 | AC Milan          | Varteks              |
| 2000 | Empoli            | Fiorentina           |
| 2001 | AC Milan          | Vitória              |
| 2002 | Inter Milan       | Torino               |
| 2003 | Juventus          | Slavia Praha         |
| 2004 | Juventus          | Empoli               |
| 2005 | Juventus          | Genoa                |
| 2006 | Juventud          | Juventus             |
| 2007 | Genoa             | AS Roma              |
| 2008 | Inter Milan       | Empoli               |
| 2009 | Juventus          | Sampdoria            |
| 2010 | Juventus          | Empoli               |
| 2011 | Inter Milan       | Fiorentina           |
| 2012 | Juventus          | AS Roma              |
| 2013 | Anderlecht        | AC Milan             |
| 2014 | AC Milan          | Anderlecht           |
| 2015 | Inter Milan       | Hellas Verona        |
| 2016 | Juventus          | Palermo              |
| 2017 | Sassuolo          | Empoli               |
| 2018 | Inter Milan       | Fiorentina           |
| 2019 | Bologna           | Genoa                |
| 2022 | Sassuolo          | Alex Transfiguration |
| 2023 | Sassuolo          | Torino               |
| 2024 | Beyond Limits     | Brazzaville          |

### Klubonként
| Klub                 | Győztes | Második | Győztes év(ek)                                       |
| -------------------- | ------- | ------- | ---------------------------------------------------- |
| AC Milan             | 9       | 7       | 1949, 1952, 1953, 1957, 1959, 1960, 1999, 2001, 2014 |
| Juventus             | 9       | 5       | 1961, 1994, 2003, 2004, 2005, 2009, 2010, 2012, 2016 |
| Fiorentina           | 8       | 9       | 1966, 1973, 1974, 1978, 1979, 1982, 1988, 1992       |
| Inter Milan          | 8       | 2       | 1962, 1971, 1986, 2002, 2008, 2011, 2015, 2018       |
| Torino               | 6       | 4       | 1984, 1985, 1987, 1989, 1995, 1998                   |
| Dukla Praha          | 6       | 2       | 1964, 1968, 1970, 1972, 1976, 1980                   |
| Sampdoria            | 4       | 4       | 1950, 1958, 1963, 1977                               |
| AS Roma              | 3       | 8       | 1981, 1983, 1991                                     |
| Sassuolo             | 3       | –       | 2017, 2022, 2023                                     |
| Bologna              | 2       | 3       | 1967, 2019                                           |
| Genoa                | 2       | 2       | 1965, 2007                                           |
| Vicenza              | 2       | 1       | 1954, 1955                                           |
| Atalanta             | 2       | –       | 1969, 1993                                           |
| Napoli               | 1       | 4       | 1975                                                 |
| Empoli               | 1       | 4       | 2000                                                 |
| Partizan Belgrade    | 1       | 2       | 1951                                                 |
| Anderlecht           | 1       | 1       | 2013                                                 |
| Bari                 | 1       | –       | 1997                                                 |
| Brescia              | 1       | –       | 1996                                                 |
| Cesena               | 1       | –       | 1990                                                 |
| Juventud             | 1       | –       | 2006                                                 |
| Sparta Praha         | 1       | –       | 1956                                                 |
| Beyond Limits        | 1       | –       | 2024                                                 |
| Lazio                | –       | 4       | –                                                    |
| Ipswich Town         | –       | 2       | –                                                    |
| Alex Transfiguration | –       | 1       | –                                                    |
| Irineu               | –       | 1       | –                                                    |
| Parma                | –       | 1       | –                                                    |
| Perugia              | –       | 1       | –                                                    |
| Slavia Praha         | –       | 1       | –                                                    |
| Varteks              | –       | 1       | –                                                    |
| Vitória              | –       | 1       | –                                                    |
| Hellas Verona        | –       | 1       | –                                                    |
| Palermo              | –       | 1       | –                                                    |
| Brazzaville          | –       | 1       | –                                                    |

## Statisztikák
- Legtöbb megnyert cím: AC Milan és Juventus (9)
- Legtöbb egymást követő kupagyőzelem: Juventus (3: 2003, 2004 és 2005)
- Legtöbb döntő: Fiorentina (17)
- Legtöbb egymást követő döntő: Juventus (4: 2003, 2004, 2005 és 2006)
- Legtöbb szerzett gól: Andrea Mazia (15)[13]
- Legtöbb gól egy szezonban: Andrea Mazia (12)
- Legtöbb Golden Boy-díj: Juventus és Inter (2)
- Leghosszabb veretlenségi sorozat: Juventus (27 mérkőzés)

## Golden Boy-díj
2009 óta a torna végén Golden Boy-díjat osztanak ki, amelyet a torna legnagyobb tehetségének adnak át. A díjat az a játékos nyeri meg, aki a legtöbb szavazatot kapja az eseményt figyelemmel kísérő sportújságírókból álló zsűritől.
A zsűri tagjai az alábbiak:
- A Tuttosport, a Gazzetta dello Sport és a Corriere dello Sport írói.
- Az Il Tirreno és a La Nazione szerkesztői.
- A RAI újságírói.

### Eddigi Győztesek
Forrás:
| Év   | Játékos             | Állampolgárság | Csapat               |
| ---- | ------------------- | -------------- | -------------------- |
| 2009 | Guido Marilungo     | ITA            | Sampdoria            |
| 2010 | Ciro Immobile       | ITA            | Juventus             |
| 2011 | Simone Dell'Agnello | ITA            | Inter Milan          |
| 2012 | Leonardo Spinazzola | ITA            | Juventus             |
| 2013 | Bryan Cristante     | ITA            | AC Milan             |
| 2014 | Alberto Cerri       | ITA            | Parma                |
| 2015 | Federico Bonazzoli  | ITA            | Inter Milan          |
| 2016 | Antonino La Gumina  | ITA            | Palermo              |
| 2017 | Carlo Manicone      | ITA            | Empoli               |
| 2018 | Gabriele Gori       | ITA            | Fiorentina           |
| 2019 | Flavio Bianchi      | ITA            | Genoa                |
| 2022 | Ayomide Ogungbe     | NGA            | Alex Transfiguration |
| 2023 | Alexandru Capac     | ROU            | Torino               |
| 2024 | Digne Kaelas Pounga | COG            | Brazzaville          |

## Viareggio Women's Cup
2019 óta megrendezésre kerül a Viareggio Women's Cup, amely a Viareggio-kupa női változata.

### Eddigi győztesek
- 2  Juventus (2019, 2020)
- 2  AC Milan (2023, 2024)
- 1  Brøndby (2022)

## Fordítás
- Ez a szócikk részben vagy egészben  a   Torneo di Viareggio című olasz Wikipédia-szócikk ezen változatának fordításán alapul.  Az eredeti cikk szerkesztőit annak laptörténete sorolja fel. Ez a jelzés csupán a megfogalmazás eredetét és a szerzői jogokat jelzi, nem szolgál a cikkben szereplő információk forrásmegjelöléseként.